# Плексеп, Энн Прокопьевич
Энн (Алексей) Прокопьевич Плексеп (эст. Enn Plekksepp; 23 марта 1910, Серпово, Печорский уезд, Псковская губерния — 1993) — депутат Верховного совета СССР 1-го созыва.

## Биография
Родился в крестьянской семье, принадлежавшей к народности сету, в семье было 7 братьев и сестёр.
12 января 1941 года в результате довыборов был избран депутатом Верховного совета СССР (Совета Национальностей) 1-го созыва от Вильяндского сельского округа. В годы Великой Отечественной войны находился в эвакуации в Кирове.

## Семья
Был дважды женат, есть три дочери.